# 東京カニコ
東京カニコ（とうきょうカニコ）は、バタフライ・ストローク・株式會社によるWebアニメである。

## 概要
広告で活躍するあべたみおが描くキャラクター、ハットトリックスのひとつで、蟹を頭に乗せた女の子、カニコが主人公の映像作品。昔話のさるかに合戦をベースに、現代劇としてのアレンジ・風刺を加えたストーリー展開、漫才のようなナレーション、ドラマチックな劇中歌で構成されているのが特長になっている。プロデュースはクリエイティブ・ディレクターの青木克憲。版権管理はバタフライ・ストローク・株式會社。

## 作品タイトル
- 東京カニコ
- 三匹のコギャル
- 金のヅラ銀のヅラ
- 値踏みの嫁入り
- 白鼻姫と七人の小刑事
- ヒノキオ
- クラブナマコ銀座店
- 大崎警察署取調室
- 新宿ライブハウス水中
- カニコ14才（ボンバーマンとのコラボ作品）
- ウツガミさま（2011年・あかるい鬱展 出品作品）
- はなまるうどんエイプリルフール（2016年）

## テレビ出演
- フジテレビ・ベビスマ（2011年）

## グッズ
- 東京カニコTシャツ（2006年 バタフライ・ストローク・株式會社）

## アプリ
- PocketMontage（2011年）